# BTR-40
El BTR-40 (БТР-40), es un transporte blindado de personal desarrollado en 1950 por la oficina de diseño de V. A. Dedkov, luego fue fabricado por la Gorkovsky Avtomobilny Zavod (Planta de Automóviles de la Ciudad de Gorky). La sigla BTR realmente significa Bronetransporter/Transporte de Tropas Blindado (БТР, Бронетранспортер, literalmente TBP).

## Historia
El vehículo está basado en el chasis del camión GAZ-63, pero éste es más corto, con amortiguadores extra y está equipado con un motor más potente. La carrocería posee 2 asientos, uno para el comandante y el otro para el conductor, en la parte trasera se dispone una puerta por donde entran los 8 pasajeros.

## Variantes
- BTR-40.
- BTR-40A (1951) - versión antiaérea.
- BTR-40B (1956) - blindaje mejorado, número de pasajeros 2+6.
- BTR-40V (1957) - ruedas con sistema de control de presión externo.
- BTR-40RH - vehículo de reconocimiento químico.
- BTR-40ZhD (1969) - vehículo experimental.
- Tipo 55 - versión china.